# Kiischpelt
Kiischpelt is een gemeente in het Luxemburgse kanton Wiltz. De gemeente ontstond op 1 januari 2006 door de fusie van de voormalige gemeenten Kautenbach en Wilwerwiltz. Kiischpelt heeft een oppervlakte van 33,58 km².

## Samenstelling van de gemeente
De gemeente Kiischpelt bestaat uit de volgende buurtschappen:
- Alscheid
- Enscherange

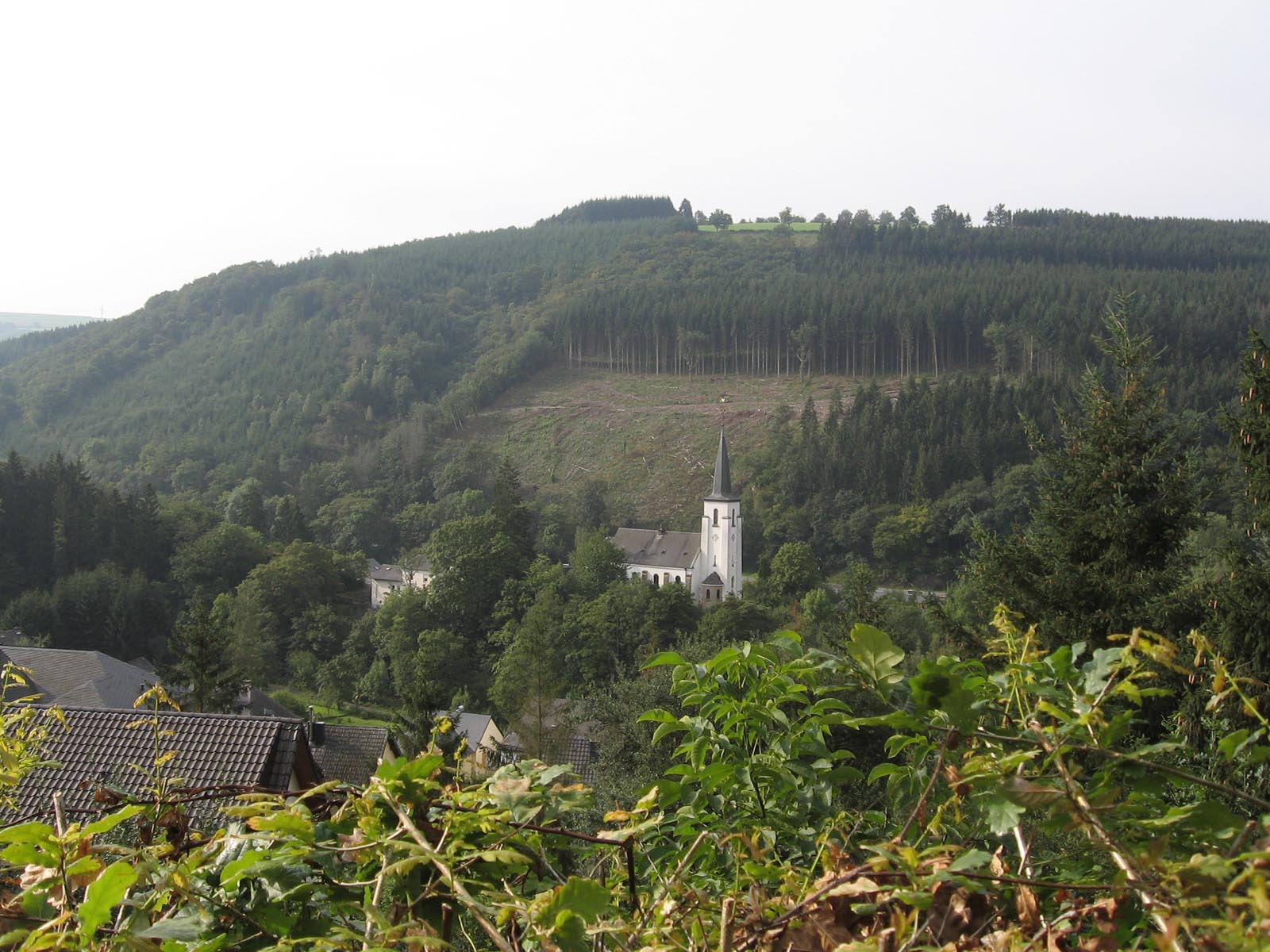
Kautenbach
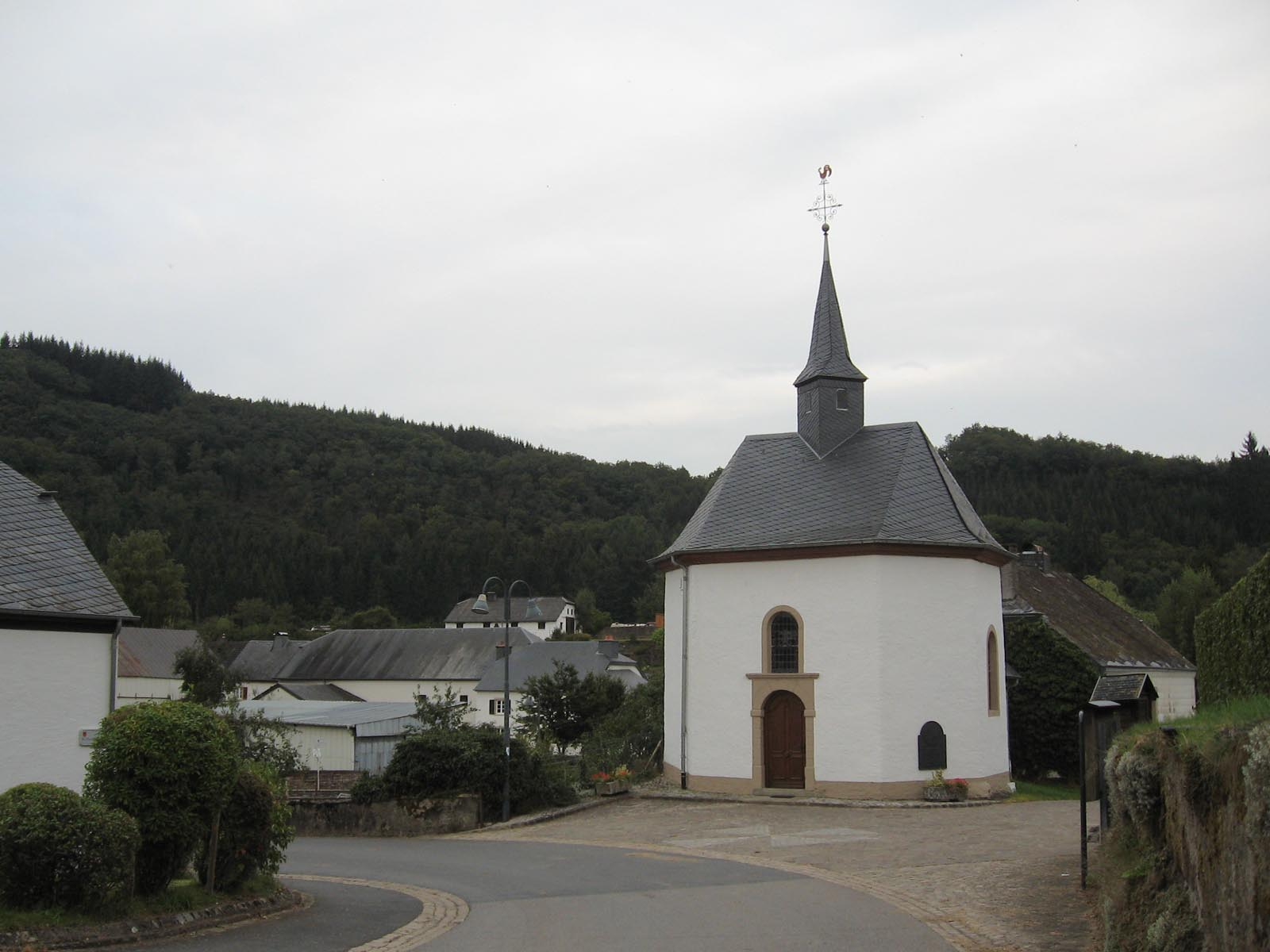
Lellingen
- Merkholtz
- Pintsch
- Wilwerwiltz